# Fernando Álvarez de Toledo y Pimentel
Don Fernando Álvarez de Toledo y Pimentel, Alba III. hercege (Piedrahíta, Kasztília, 1507. október 29. – Lisszabon, 1582. december 11.) spanyol főnemes (grand), Huascar hercege, Coria márkija, Salvatierra grófja, az Aranygyapjas rend lovagja, államférfi és hadvezér V. Károly császárnak és fiának, II. Fülöp spanyol királynak szolgálatában. 1531-től Alba 3. hercege (tercer Duque de Alba), 1556–59 között Nápoly spanyol alkirálya, 1567–73 között Spanyol-Németalföld helytartója, a németalföldi szabadságharc elleni véres hadjárat és megtorlás irányítója.

## Élete

### Származása
Az Alba grófi házból származó Don Fernando Álvarez de Toledo a Kasztíliai Királyság Ávila tartományában, Piedrahitában született 1507. október 29-én.
Édesapja Don Garcia Álvarez de Toledo gróf volt, Coria márkija, a spanyol királyi flotta admirálisa, aki 1512-ben Dzserba ostrománál halt meg. Édesanyja Doña Beatriz Pimentel grófnő volt. Apai nagyapja Don Fadrique Álvarez de Toledo y Enríquez de Quiñones gróf (1460–1531) volt, Alba II. hercege, Coria márkija, Salvatierra és Piedrahita grófja, Valdecorneja nagyura, García Álvarez de Toledo-nak (?–1488), Alba I. hercegének és Doña María Enríquez de Quiñones y Cossines grófnőnek legidősebb fia.
Apjának, Don Garciának korai halála (1512) miatt az elsőszülött fiú közvetlenül apai nagyapjától, Don Fadrique Álvareztől örökölte Alba hercegének címét, annak 1531-ben bekövetkezett elhunytakor.

### Ifjúsága
Nagyapja, Don Fadrique Álvarez herceg vezette be a politikai és katonai tudományokba. 1524-ben, 17 éves korában, külön családi engedéllyel csatlakozott Íñigo de Velasco hercegnek, Kasztília katonai kormányzójának (condestable de Castilla) baszkföldi hadjáratához, amelynek során visszafoglalták a franciák és navarraiak által megszállt Fuenterrabíát.
1525-ben nagyapja magával vitte a páviai csatába. A 18 éves fiatalember derekasan helytállt a harcban, kitüntetést is szerzett. V. Károly császár (I. Károly néven spanyol király) a szolgálatába fogadta és katonai parancsnokságot adott neki.

### Házassága, utódai
1527-ben Don Fernando Álvarez de Toledo gróf feleségül vette Doña María Enríquezt, Don Diego Enríquez de Guzmánnak, Alba de Liste III. grófjának leányát, akitől négy fia és egy leánya született.
- Don Garcia Álvarez de Toledo (1530–1548), fiatalon meghalt.
- Don Fadrique Álvarez de Toledo, Alba IV. hercege (1537–1583).
- Don Diego Álvarez de Toledo (?–1583), Lerin grófja, aki Briande de Beaumont grófnőt (1540–1588) vette feleségül, az ő fiuk, Don Antonio Álvarez de Toledo y Beaumont gróf lett 1583-ban Alba V. hercege.
- Doña Beatrix Álvarez de Toledo, aki Don Alvaro Pirez d'Osorio grófhoz, Astorga márkijához ment feleségül.

A házasság jól sikerült, a krónikások egyik házasfelet sem hozzák kapcsolatba szeretőkkel vagy törvénytelen gyermekekkel. Ugyanakkor tény, hogy a házasság megkötésének idején Don Fernando Álvarez de Toledo grófnak már volt egy fia, egy La Aldehuela-i molnárnétól. Don Fernando de Toledó (1527–1591), akit apja 1546-ban törvényes fiának ismert el, katonatisztként több európai háborúban is részt vett, később Kasztília nagypriorjává nevezték ki.

### Az oszmánok ellen
1532 őszén – már Alba hercegeként – Károly császár utasítására barátjával, Don Garcilaso de la Vegával együtt csatlakozott ahhoz a császári seregtesthez, amely a török ostromra készülő Bécs felmentésére indult. (A császári főerő Itáliában volt lekötve a franciák elleni hadjáratban). Don Fernando Álvarez végül nem harcolhatott Bécs védelmében, mert az oszmán haderő a császári csapatok közeledésének hírére visszavonult. Harcolt viszont a Károly császár által vezetett, Tunisz visszaszerzésére irányuló expedícióban. 1535. június elején szállt hajóra Cagliariban, Del Vasto márki seregtestének kötelékében. Részt vett a tuniszi La Goulette (La Goletta, ma: Halk al-Wádí) erődjének (elfoglalásában, majd júliusban a Khair ad-Din Barbarossa pasa által védett Tunisz sikeres ostromában és elfoglalásában is.
1542-ben elhárította a francia dauphin támadását Perpignan ellen és sikerrel megvédelmezte a várost. Sikerei nyomán Károly császár bizalmas tanácsadójává fogadta, ez a spanyol udvarnál igen magas méltóságot jelentett. A császár távollétében Alba hercege lett Fülöp trónörökös legfőbb támasza.

### Aschmalkaldeni háborúhadvezére
1547-ben sikeres hadvezérként ténykedett V. Károly császárnak a schmalkaldeni szövetség ellen vezetett hadjáratában. 1547. április 24-én részese lett a mühlbergi győzelemnek, amelyben az I. János Frigyes szász választófejedelem (1503–1554) által vezetett protestáns fejedelmek az Elba mellett teljes vereséget szenvedtek, bár a győzelmet Károly nem tudta kiaknázni. A császár kegyence, Don Luís de Ávila y Zúñiga tábornok megírta a háború történetét („Comentarios de la guerra de Alemaña hecha por Carlos V. en 1546 y 1547”), ebben – szubjektív és hízelgő módon – Alba hercegének kimagasló szerepet tulajdonított a császári fegyverek győzelmében. A valóságban a herceg csak egyike volt azoknak a spanyol harctéri parancsnokoknak, akik a spanyol terciók hadmozdulatait irányították.
Ezt követően részt vett Wittenberg ostromában. A város védelmét a választófejedelem felesége, Sybille hercegnő irányította. Az ostrom során Alba hercege saját elnöklete alatt vértörvényszéket állított fel, az elfogott választófejedelmet felségárulásért halálra ítélte, ezzel kényszerítve a hercegnőt Wittenberg feladására. János Frigyesnek – élete fejében – le kellett mondania választófejedelmi méltóságáról és birtokainak legnagyobb részéről is unokafivére, Móric szász herceg (1521–1553) javára.
A spanyol királyi udvarban a schmalkaldeni háború idején vezették be a burgundiai udvari szertartásrendet, ennek rendjében Alba hercege az elsők között nyerte el a udvari főkamarás magas állását.

### Spanyol hadjáratok Franciaországban és Itáliában
1552-ben a császár kinevezte Don Fernando Álvarez herceget egy hadsereg parancsnokává, és Franciaország meghódítására küldte. Alba hercege nyílt csatában akart megütközni a francia királyi haderővel, de a császár utasítására kénytelen volt hónapokon át Metz városának és erődjének ostromlásával tölteni az időt, sikertelenül.
1554-ben Angliába kísérte a császár fiát, Fülöp királyi herceget, Mária angol királynéval tartandó esküvőjére. A winchesteri székesegyházban 1554. július 25-én megtartott szertartáson Alba hercege egyike volt Fülöp infáns 15 spanyol grandból álló kíséretének.
1554-ben II. Henrik francia haderői fenyegető sikereket értek Piemontban, a császár ekkor Alba hercegét az itáliai császári erők főparancsnokává (capitán general) nevezte ki, és teljhatalmat adott neki. Alba első támadásai sikertelenek maradtak, csapataival téli szállásra kényszerült visszavonulni. 1555-ben elfoglalta Milánót, amelynek kormányzójává nevezték ki. Az 1556. február 5-én megkötött vaucelles-i fegyverszüneti szerződésben II. Henrik megszerezte Metz, Verdun, Toul püspökségeket és Piemont hercegségét.
1556-ban V. Károly lemondott a spanyol királyi trónról, örökébe fia, II. Fülöp lépett, aki Alba hercegét megerősítette főhadparancsnoki tisztségében. Don Fernando Álvarez Itáliába indult IV. Pál pápa csapatai ellen, akik – II. Henrik francia király támogatásával – Spanyolország dél-itáliai birtokait akarták elragadni. A spanyol haderő elfoglalta egész Campaniát. 1556 júliusában a király Alba hercegét Nápoly alkirályává (virrey de Nápoles) nevezte ki. A herceg 12 000 főnyi sereggel Róma ellen vonult. Ekkoriban kezdték „Vashercegnek” nevezni. Fenyegető levelet írt a pápának, amelyben az Örök Város feldúlását helyezte kilátásba. Küszöbön állt egy újabb Sacco di Roma (a császári csapatok 1527-es pusztítása). A mélyen katolikus II. Fülöp azonban a legszigorúbban megtiltotta Róma elfoglalását, és béketárgyalásokra utasította a herceget. 1557. szeptember 12-én aláírták a cave-palestrinai békeszerződést, amelyben a IV. Pál meghátrált: elismerte Spanyolország hegemóniáját Dél-Itáliában, és kötelezte magát, hogy a jövőben nem köt szövetséget sem Franciaországgal, sem az Oszmán Birodalommal.

### Királyi követként a francia udvarnál
1559-ben II. Fülöp király Alba hercegét fényes küldöttség élén Párizsba küldte azzal a megbízatással, hogy békeszerződésről tárgyaljon II. Henrik francia királlyal, és kérje meg leányának, Valois Erzsébet hercegnőnek (1545–1568) kezét Fülöp király számára. A 14 éves Erzsébet hercegnőt (franciául Élisabeth de France, spanyolul Isabel de Valois) Fülöp király korábban saját fiának, Don Carlosnak szánta, de később változtatott szándékán. Alba hercegének tárgyalásai sikerrel zárultak, 1559. április 3-án aláírták a második cateau-cambrésis-i békeszerződést, és megegyeztek a házassági szerződésben is. 1559. június 22-én a párizsi Notre Dame székesegyházban (per procurationem) tartott esküvői szertartáson Alba hercege képviselte a spanyol királyt. Röviddel az esküvő után, egy lovagi torna során halálos baleset érte a menyasszony apját, II. Henrik királyt.
1565 júniusában Alba hercege vezette azt a spanyol királyi küldöttséget, amely Bayonne-ban tárgyalt a fia, IX. Károly kétéves országjárását megszervező özvegy Medici Katalin anyakirálynéval, Franciaország régensével, a találkozón szintén részt vevő Erzsébet spanyol királyné édesanyjával (ld. bayonne-i találkozó). Uralkodója nevében a herceg azt követelte, hogy a francia monarchia könyörtelenül üldözze a francia földön terjedő protestantizmust. Tiltakozott a Florida megszerzésére irányuló francia szándék ellen és kereken visszautasította Medici Katalin javaslatait a spanyol és francia uralkodó családok közt kötendő házasságokkal kapcsolatban.

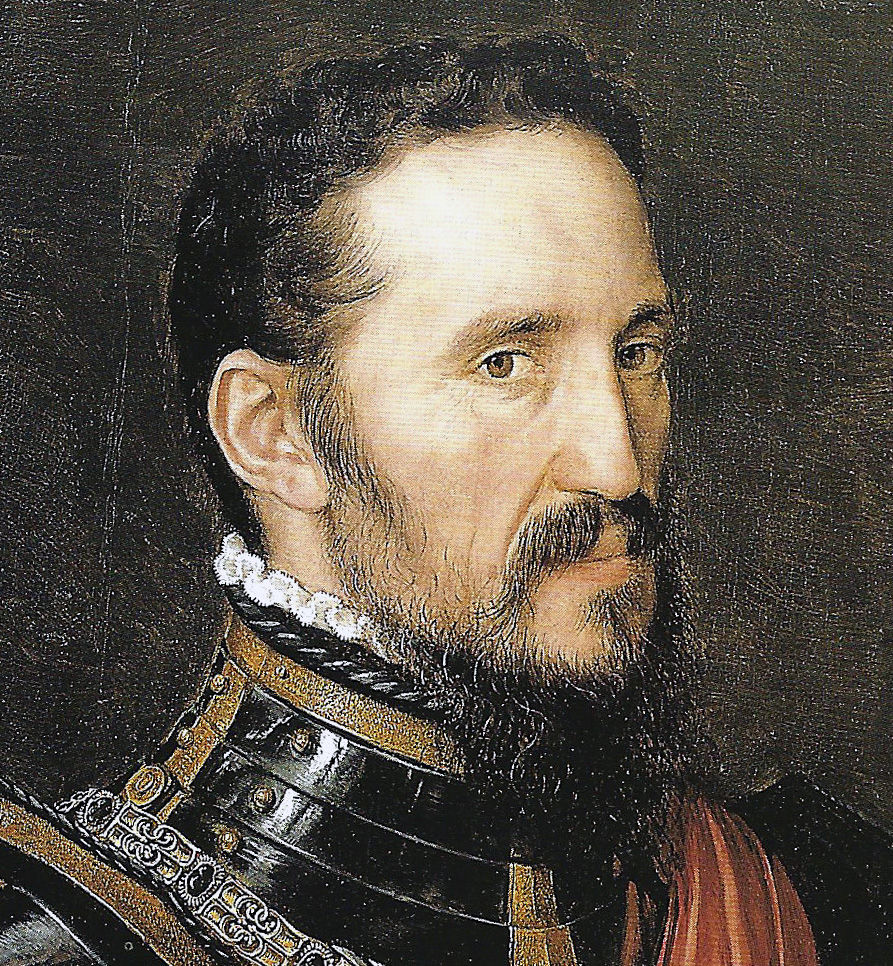
Don Fernando Álvarez de Toledo, Alba III. hercege, Németalföld helytartója

### Németalföld helytartója
1567 nyarán II. Fülöp király Albe hercegét Németalföld spanyol királyi helytartójává nevezte ki, katonai és politikai teljhatalommal ruházta fel. Utasította, hogy állítsa helyre a királyi hatalmat a lázongó tartományokban. Alba hercegének elődje Fülöp király féltestvére, Margit pármai hercegnő (1522–1586) volt, V. Károly császár törvénytelen leánya. Az ő békülékeny politikáját, a főnemesi ellenállás pártjával való kiegyezési kísérleteit a király a gyengeség jelének ítélte.
1567 augusztusában Alba hercege jelentős spanyol királyi haderővel a németalföldi határra érkezett. A szervezkedés vezetője, Orániai Vilmos, a „hallgatag herceg” elmenekült Brüsszelből. Margit hercegnő régensi hatalma névlegessé vál, 1567 decemberében lemondott, és visszatért Itáliába).
1567. szeptember 9-én Alba hercege lefogatta és rögtönítélő bíróság (ún. „Vértörvényszék”) elé állította Egmont és Hoorn grófokat, a főnemesi szervezkedés fontos vezetőit annak ellenére, hogy mindketten katolikusok voltak, egyezkedni próbáltak a királyi hatalommal. Felségárulás és lázadás bűnéért halálra ítélték őket, figyelmen kívül hagyva azon kiváltságukat, hogy az Aranygyapjas rend lovagjait csak maga a király ítélhette volna el. 1568. június 5-én Brüsszel főterén lefejezték őket. Vagyonukat a királyi kincstár javára elkobozták.
A közfelháborodás nyílt fegyveres ellenállásba csapott át. Kitört a nyolcvanéves háború. Alba hercege kíméletlenül üldözött minden protestáns megnyilvánulást. Megkísérelte lefoglalni az összes németalföldi könyvnyomdát, mivel jól látta, hogy Európának e részében az eltérő nézetek a nyomtatott betű útján terjednek tömegesen. Alba herceg kormányzásának első évében sok nyomdászt börtönbe vetettek, néhányat ki is végeztek. A könyvkereskedéseket és nyomdákat rendszeresen átkutatták, tiltott iratokat és könyveket keresve. Az újonnan megjelent könyvek nagy része azonnal a pápai cenzúra tiltólistájára, a hírhedt „indexre” (Index librorum prohibitorum) került.
Alba herceg csapatai véres kegyetlenséggel verték le a németalföldi protestáns szabadságmozgalmat. Az első kivégzéseket további 8000 követte. A brüsszeli Vértörvényszék által meghozott halálos ítéletekkel először a regionális felkeléseket sikerült elfojtania. Több nagy hadjáratban sikerült katonai vereséget mérnie a felkelő csapatokra. 1568. július 21-én a jemmingeni csatában (ma: Jemgum, Németország) Alba hercegének sikerült megsemmisítenie az Orániai Lajos herceg által vezetett holland hadsereget. Ezután a felkelők már kerülték a nyílt összecsapást, és sikeres gerilla-hadviselésbe kezdtek. Válaszul a spanyol katonák a városok lakosságát pusztították (Zutphen, Naarden, Haarlem).
1572. október 2-án Alba herceg fiának, Don Fadrique Álvarez grófnak vezetésével tömegmészárlást hajtottak végre Mechelenben. Alba hercegének brutális kormányzása és szabadjára engedett katonáinak atrocitásai azonban németalföldi hadjáratának kudarcához vezettek. Az elszenvedett erőszak a felkelés mellé állította az addig érdektelen polgárok tömegét is, miközben a protestánsok mindvégig élvezték Anglia támogatását. A háború elhúzódott.
1573-ban II. Fülöp király leváltotta, helyére Don Luis de Zúñiga y Requesens herceget nevezte ki Németalföld helytartójává. 1576 őszén a spanyol királyi kincstár már nem tudta fizetni a zsoldos hadsereget. A fizetés nélkül maradt spanyol terciók november 4-én megrohanták és felprédálták Antwerpent. A spanyol katonák átfésülték a várost, betörtek a házakba, nagy összegű megváltást követeltek a polgároktól. Aki nem fizetett, megölték, erőszakot tettek családtagjain, felgyújtották a házát. A három napon át folyó féktelen szabad rablást és gyilkolást a holland nép a mai napig „spanyol őrjöngésnek” (spaanse furie) nevezi.
Alba hercege végül kegyvesztett lett. A király éreztette vele neheztelését: 1579-ben családjával együtt kiutasította az udvarból is, azzal az indokkal, hogy fia, Don Fadrique Álvarez királyi engedély nélkül feleségül vette unokanővérét, Doña María de Toledót.

Az idős Alba herceg

### Az utolsó hadjárat: Portugália
1580-ban II. Fülöp király „rehabilitálta” az idős Alba hercegét: visszahívta az udvarhoz, és megbízta egy Portugália ellen indítandó hadjárat vezetésével. A portugál királyi trón Sebestyén király halálakor (1578) hivatalosan a spanyol királyra szállt, de Sebestyén utódai nem adták át a hatalmat. Fülöp király trónbitorlónak minősítette az uralkodó Antal portugál királyt (Don Antonio). Alba hercege 1580-ban egy kiválóan irányított, rövid hadjáratban legyőzte Diego de Meneses portugál tábornok hadseregét, meghódította az országot, és diadalmenetben vonult be Lisszabonba. Don Antonio, a király elmenekült, Spanyolország bekebelezte Portugáliát, amely egészen 1640-ig a spanyol koronához tartozott.
Alba hercegét a király a meghódított Portugália katonai kormányzójává (Condestable de Portugal) nevezte ki. A „Vasherceg” lisszaboni állomáshelyén hunyt el, 1582. december 11-én. Földi maradványait előbb Alba de Tormesbe, az Alba hercegek ősi kastélyába vitték, majd az itteni San Leonardo kolostorban temették el. 1619-ben átszállították a salamancai Szent István (San Esteban) kolostorba. 1983-ban Salamanca önkormányzata önálló sírkápolnát alakíttatott ki számára, díszes síremlékkel, Fernando Chueca Goitia spanyol műépítész (1911–2004) tervei alapján.

## Személyének és tetteinek értékelése
Alba hercegének politikai és katonai ténykedése megszilárdította és több évtizeddel meghosszabbította a Spanyol Királyság világhatalmi státusát. Spanyolországban mindmáig sokan jeles politikusként, sikeres hadvezérként tisztelik.
A Spanyolországon kívül keletkezett művek ugyanakkor gyakran „Németalföld hóhéraként” emlegetik. Tény, hogy ő adott utasítást számos olyan erőszakos intézkedésre, amelyekhez hasonlókat ma háborús bűncselekménynek, népirtásnak tekintenénk, és amelyek még a korabeli durva viszonyok között is felháborító atrocitásoknak minősültek. Alba hercegének németalföldi működése tápot adott a spanyolok vérszomjáról szóló „fekete legenda” (Leyenda negra española) terjedéséhez. A 18. század végén Johann Wolfgang von Goethe „Egmont” című drámájában értekezett Alba hercegének rémtetteiről.

## Külső hivatkozások
- Alba hercege a Biographisches–Bibliographisches Kirchenlexikonban (Verlag Traugott Bautz).